# اللو
اللو یکی از روستاهای استان آذربایجان شرقی است که در دهستان قوری‌چای غربی بخش سراجو شهرستان مراغه واقع شده‌است روستای اللو یکی از روستای های بسیار قدیمی با مردمان بسیار مهربان بوده است که اکثریت باهم فامیل بوده و یا همسایگان درجه هم دیگر هستند روستای اللو از جاذبه های گردشگری زیادی هم برخوردار است از جمله بوزدی داش که همان یخچال طبیعی به زبان محلی خودشان است